# Gangwolf Trüllerey
Gangwolf Trüllerey († 1547) war ein Schaffhauser Ratsherr und Tagsatzungsgesandter sowie Vogt in Neunkirch.

## Leben und Familie
Trüllerey entstammte einem ritteradligem Schaffhauser Geschlecht. Sein Vater war der Bürgermeister Ulrich Trüllerey († 1501).
Trüllerey wohnte 1496 im Turm Rore in Aarau. Nach dem Tod seines Onkels Hans Trüllerey verkauft er diesen 1515 an die Stadt Bern. In Schaffhausen war er 1507 als Obherr der «Herrenstube» auch Angehöriger des Kleinen Rats. Drei Jahre später dient er als Gesandter zur eidgenössischen Tagsatzung in Baden. Im Jahr 1522 ist er noch als ratssässig beurkundet.
Trüllerey wurde 1506 bischöflich-konstanzer Vogt von Neunkirch. Von 1517 bis zu seinem Tod hatte er die Gerichtsherrschaft von Marthalen inne. Nach der Reformation in Schaffhausen (1529) lebt Trüllerey hauptsächlich in Luzern. Im Jahr 1546 nahm er dort das Bürgerrecht an und gab dieses im folgenden Jahr in Schaffhausen aus konfessionellen Gründen auf. Als weiterer Wohnsitz ist neben Aarau auch Schwyz belegt.
Trüllerey war dreimal verheiratet. Nach Kleophea von Stein ehelichte er Elsbeth, die Witwe des Konrad Am Stad (Amstad) und Enkelin des Junkers Kaspar Schappel. Wiederum verwitwet heiratete er Barbara Ratzenhofer. Mit Trüllereys Tod erlosch die Familie 1547 im Mannesstamm.

## Fussnoten
1. ↑  Winfried Hecht: Kaspar Schappel. In: Historisches Lexikon der Schweiz. (abgerufen am 9. November 2020)

| Personendaten    | Personendaten                                            |
| ---------------- | -------------------------------------------------------- |
| NAME             | Trüllerey, Gangwolf                                      |
| KURZBESCHREIBUNG | Schaffhauser Tagsatzungsgesandter und bischöflicher Vogt |
| GEBURTSDATUM     | 15. Jahrhundert                                          |
| STERBEDATUM      | 1547                                                     |